# Żyżnykiwci (przystanek kolejowy)
Żyżnykiwci (ukr. Жижниківці) – przystanek kolejowy w miejscowości Żyżnykiwci, w rejonie szepetowskim, w obwodzie chmielnickim, na Ukrainie. Położony jest na linii Szepetówka – Tarnopol.
W okresie międzywojennym istniała tu mijanka.